# Hu Csin-tao
Hu Csin-tao (Hu Jintao) (胡锦涛) (Csiangjen (Jiangyan), 1942. december 21. –) kínai politikus, államférfi, 2002 és 2012 között a Kínai Kommunista Párt főtitkára, 2003 és 2013 között Kína elnöke, 2004 és 2012 között pedig a Központi Katonai Bizottság elnöke.
Ezekben a posztokban – amelyek együtt immár hagyományosan a legfelső kínai politikai vezető hatásköreit testesítik meg – Csiang Cö-min (Jiang Zemin) utóda és a KNK negyedik vezetői generációjának feje, Mao Ce-tung (Mao Zedong), Teng Hsziao-ping (Deng Xiaoping) és Csiang Cö-min (Jiang Zemin) után. 2002-es megválasztása után 2007 őszén a KKP kongresszusán megerősítették főtitkári pozíciójában, 2008. március 15-én az Országos Népi Gyűlés újabb öt évre államfővé választotta. Utódja, Hszi Csin-ping (Xi Jinping) 2012-től kezdődően vette át tőle az ország irányítását.

## Családja, tanulmányai
Hu Csin-tao (Hu Jintao) Csiangszu (Jiangsu) tartományban született, szegény családban, bár apjának tea-kiskereskedése volt. Anyját hétéves korában elvesztette, ezután nagynénje nevelte. Apját a kulturális forradalomban meghurcolták, ami nagy hatást gyakorolt politikai nézeteinek alakulására.
A pekingi Csinghua (Qinghua) Egyetemen tanult, itt lépett be a KKP-ba 1964-ben. Ugyanebben az évben el is végezte az egyetemet hidraulikus mérnöki szakon. Az egyetemen ismerkedett meg későbbi feleségével is; egy fiuk és egy lányuk született.
1968-ban Kanszu (Gansu) tartományba helyezték, ahol egy vízerőműben dolgozott.

## Politikai pályája
Munkájára 1974-ben felfigyelt Szung Ping (Song Ping), a KKP tartományi bizottságának első titkára, tartományi kormányzó, aki politikai mentora lett. Ven Csia-pao (Wen Jiabao) – jelenlegi miniszterelnök – szintén Szung Ping (Song Ping) felfedezettje volt és ugyancsak ekkor vált politikailag ismertté. Hu 1981-ben a pekingi központi pártfőiskolán tanult Teng Hsziao-ping (Deng Xiaoping) lányával és Hu Jao-pang (Hu Yaobang) fiával együtt.
1982-ben Hu Csin-tao (Hu Jintao) a Kommunista Ifjúsági Szövetség Kanszu (Gansu) tartományi titkára lett, de még abban az évben Pekingbe hívták, ahol a KISZ KB titkárságára került, amelynek két évvel később első titkára lett.
1985-ben Kujcsou (Guizhou) tartomány párttitkára és kormányzója lett. A Csiang Cö-min (Jiang Zemin) köré tömörült úgynevezett sanghaj (shanghai-)i klikkel szemben Hu Csin-tao (Hu Jintao) karrierjének nagy részét Kína szegény hátországában, a belső tartományokban töltötte, ezért is volt sokkal kevésbé ismert a nyugati elemzők számára, mint a partvidéki vezetők.
1987-ben sikeresen kezelte a tartományi diákmegmozdulásokat, amelyekhez hasonlóak Pekingben ebben az évben Hu Jao-pang (Hu Yaobang) kényszerű lemondásához vezettek.
1988-ban a politikailag nyugtalan Tibeti Autonóm Terület párttitkára lett. 1989-ben a kemény kéz politikájának és bizonyos liberális kulturális engedményeknek a kombinációjával letörte a helyi politikai ellenállást.
A KKP 1992-es 14. kongresszusa előtt a párt legfelső vezetői, köztük Teng Hsziao-ping (Deng Xiaoping) és Csen Jün (Chen Yun), jelölteket kerestek a Politikai Bizottság Állandó Bizottságába, hogy biztosítsák az átmenetet a második és a harmadik vezetői generáció között. Hu Csin-tao (Hu Jintao) ekkor, röviddel 50. születésnapja előtt, a legfiatalabb tagként került be ebbe a legfelső politikai vezető testületbe, mint reménybeli későbbi vezető, Csiang Cö-min (Jiang Zemin) várható utódja a negyedik generáció élén.
1993-ban Hu a KKP KB Titkárságának vezetője lett, mint a Központi Bizottság napi munkájának irányítója. Ugyancsak feladatául kapta az ideológiai munka irányítását.
1998-ban Hu az államfő helyettese lett, és Csiang (Jiang) egyre inkább bevonta a nemzetközi ügyekbe is. Ebben a minőségében ő kezelte a belgrádi kínai nagykövetség 1999-es amerikai bombázása miatti konfliktust.
A tényleges hatalomátadásra, és Hu Csin-tao (Hu Jintao) első számú kínai vezetővé válására fokozatosan került sor. Először a KKP élére került, és Csiang (Jiang) – hasonlóan Teng (Deng) korábbi gyakorlatához – egy darabig még megtartotta a Központi Katonai Bizottság elnöki posztját.
A legfelső kínai politikai vezető posztjára kerülve Hu és miniszterelnöke, Ven Csia-pao (Wen Jiabao), programjukban meghirdették a „harmonikus társadalom” kialakításának célját. Törekedtek – kevés sikerrel – mérsékelni a túlságosan gyors, súlyos társadalmi, környezeti problémákat okozó gazdasági fejlődést.
Hu alapjában véve ragaszkodott a gazdaság szoros állami ellenőrzéséhez és a politikai reformok terén is meglehetősen konzervatívnak, „fontolva haladónak” bizonyult. Irányítása alatt Kína nemzetközi gazdasági, politikai és katonai súlya rohamosan tovább növekedett.
2004-től a Központi Katonai Bizottság elnöke is volt.
Pozícióit – tervezett ütemterv szerint – 2012-ben és 2013-ban adta át utódának, Hszi Csin-ping (Xi Jinping)nek.
Hu Csin-tao már nyugdíjas, de a Kínai Kommunista párt 2022 októberi kongresszusán részt vett, közvetlenül a jelenlegi elnök mellett ült a díszemelvényen az utolsó napig, amikor pártfunkcionáriusok kivezették az ülésteremből.